# Valeriana bambusicaulis
Valeriana bambusicaulis är en kaprifolväxtart som beskrevs av Ellsworth Paine Killip. Valeriana bambusicaulis ingår i släktet vänderötter, och familjen kaprifolväxter. Inga underarter finns listade i Catalogue of Life.